# Душанка Сифниос
Душанка Сифниос (на сръбски: Душанка Сифниос или Dušanka Sifnios) е югославска примабалерина и хореографка, смятана за една от най-изтъкнатите и международно признати сръбски балерини.
Върхът в кариерата ѝ е през 1960-те години, когато работи с Морис Бежар и се нарежда сред най-известните балерини в света.

## Биография
Родена е на 15 октомври 1933 година в Скопие (тогава в Кралство Югославия, днес в Северна Македония). Присъединява се към трупата на Националния театър в Белград през 1951 година.
Завършва балетното училище в класа на Нина Кирсанова през 1953 година. След това се обучава при видните хореографи Леонид Лавровски, Асаф Месерер и Виктор Гсовски.
Мести се в Париж през 1958 г., където първоначално танцува в югославска трупа. Скоро след това я открива известният френски балетист и хореограф Морис Бежар и я приема в своята трупа. Тя става негова муза, специално за нея създава балет по „Болеро“ на Равел, изпълнявано след нея от звезди като Мая Плисецкая.
Слиза от сцената на 47-годишна възраст. Става хореографка, има постановки в Белград и други градове. След 4-месечно боледуване Душанка Сифниос умира в Брюксел на 14 октомври 2016 година.

## Стил
Още от началото на кариерата си Душанка Сифниос демонстрира изключителен талант, владеейки блестящо класическите балетни техники и изпълнявайки с лекота дори най-сложните хореографии. Танцовият ѝ стил се характеризира със сигурна техника, красота на линията на движенията и специфичен чар. По-късно танцува само по репертоари за модерен балет и постепенно се формира като силно индивидуална танцьорка, която освен брилянтна техника притежава вътрешен импулс, който дава необикновена сила на творбите ѝ.
На първата репетиция за „Болеро“ Бежар казва на Душанка да си събуе обувките. Тя продължава да танцува без обувки и по този начин си спечелва псевдонима „босата балерина“.